# Saor Éire (1967–1975)
Saor Eire (iriska för: ett fritt Irland) var en paramilitär organisation som var aktiv i konflikten på Nordirland mellan 1967 och 1975. Organisationens medlemmar var trotskister och före detta medlemmar från Irländska republikanska armén, IRA. Namnet härstammar från en liknande organisation på 1930-talet. 
Organisationen grundades 1967 och dess ledare var Peter Graham och Mauren Keegan från Young Socialists (tidigare ungdomsförbund till the Irish Labour Party), Gerry Lawless från the Irish Workers Group och Frank Keane, före detta befälhavare över IRA:s Dublinbrigad. De ansåg att arbetarklassen var medlet för att genomföra en lyckad väpnad kamp. Deras enda politiska uttalande var "Saor Éires Manifest" som blev publicerat i maj 1971. 
Mellan 1967 och 1970 utförde Saor Éire flera bankrån för att få ihop pengar till att köpa vapen. Gruppen organiserade sedan katoliker i Nordirland med träning och att förse dem med vapen efter att konflikten i Nordirland hade brutit ut. En räd på två banker i Newry i County Down resulterade i ett byte på 22 000 pund vilket var den då största summan rånare fått av ett bankrån i landet. I februari 1970 tog gruppen över byn Rathdrum i County Wicklow genom att stoppa trafiken och skära av telefonledningarna och man rånade även den lokala banken. 
Den 3 april sköts en poliskonstapel från Garda Siochána i samband med ett rån. Han var den första medlemmen av de irländska säkerhetsstyrkorna att dö i konflikten i Nordirland. Anklagelser om kopplingar mellan den irländska regeringen och Saor Éire framfördes i det irländska parlamentet Dáil Éireann direkt efter och kom upp flera år efter.  Tre män åtalades för mordet men blev frikända. 
Trettio år efter hans död anklagade familjen till den döda konstapeln den irländska regeringen för att ha hjälp medlemmar i Saor Èire att fly efter mordet.  Tidigare hemliga dokument från den irländska regeringen öppnades 2006 och bekräftade att Jack Haughey, bror till den före detta Taoiseach Charles Haughey hade setts i sällskap med en medlem från Saor Èire under perioden före vapenrättegången. Den irländska regeringen har vägrat att hålla en öppen utredning i frågan om Saor Éire fick stöd av den irländska regeringen.
Den 13 oktober 1970 dog Liam Walsh, en medlem av Saor Èire, efter att en bomb hade exploderat för tidigt vid ett järnvägsspår.
Peter Graham blev mördad den 25 oktober 1971 i det som då påstods vara en intern dispyt om en stor summa pengar. Hans mördare blev aldrig dömda. Vid hans begravning deltog ledande republikaner och irländska socialister, bland annat Tariq Ali från International Marxist Group och Charlie Bird, före detta medlem av Young Socialists och senare nyhetsreporter för Radio Telefís Éireann. Ett fotografi från begravningen visar hur Ali och Bird höjer en knuten näve i en hälsning på begravningen. 
Mauren Keegan dog i cancer 1972. När detta hände hade många medlemmar redan en tid ansett att organisationen hade tagits över av kriminella element och tappat sina ursprungliga mål. Saor Éires fångar i Portlaoisefängelset publicerade ett uttalande den 18 maj 1973 där de lämnade organisationen eftersom den hade tagits över av "ej önskvärda krafter".
Saor Éire blev officiellt upplöst under 1975.